# Groupe de Gangotri
Le groupe de Gangotri, culminant à 7 138 m d'altitude, est un massif montagneux de l'Himalaya qui se trouve au Nord de l'Inde dans l'État de l'Uttarakhand Il .
Ce groupe ceinture le glacier de Gangotri et possède des sommets marquants soit pour leur symbole religieux lié à l'hindouisme, pour leurs difficultés alpinistiques ou pour ces raisons conjointes. Chacune des premières ascensions de trois de ces pics (Thalay Sagar, Shivling et pic Meru) a valu à ses auteurs la distinction alpine du Piolet d'Or.
Les montagnes principales du groupe de Gangotri sont les suivantes :
- Chaukhamba (I-IV), massif composé de quatre sommets, dont le Chaukhamba I (7 138 m), le plus haut sommet du groupe ;
- Kedarnath (6 940 m), pic le plus élevé sur le côté sud-ouest du glacier de Gangotri ;
- Thalay Sagar (6 904 m) flèche rocheuse présentant de grandes difficultés d'ascension ;
- Bhagirathi I (6 856 m), Bhagirathi II (6 512 m) et Bhagirathi III (6 454 m) ;
- pic Meru (6 660 m) entre le Thalay Sagar et le Shivling ;
- Shivling (6 543 m), pointe rocheuse composée de deux sommets sacrés, symboles du dieu Shiva.

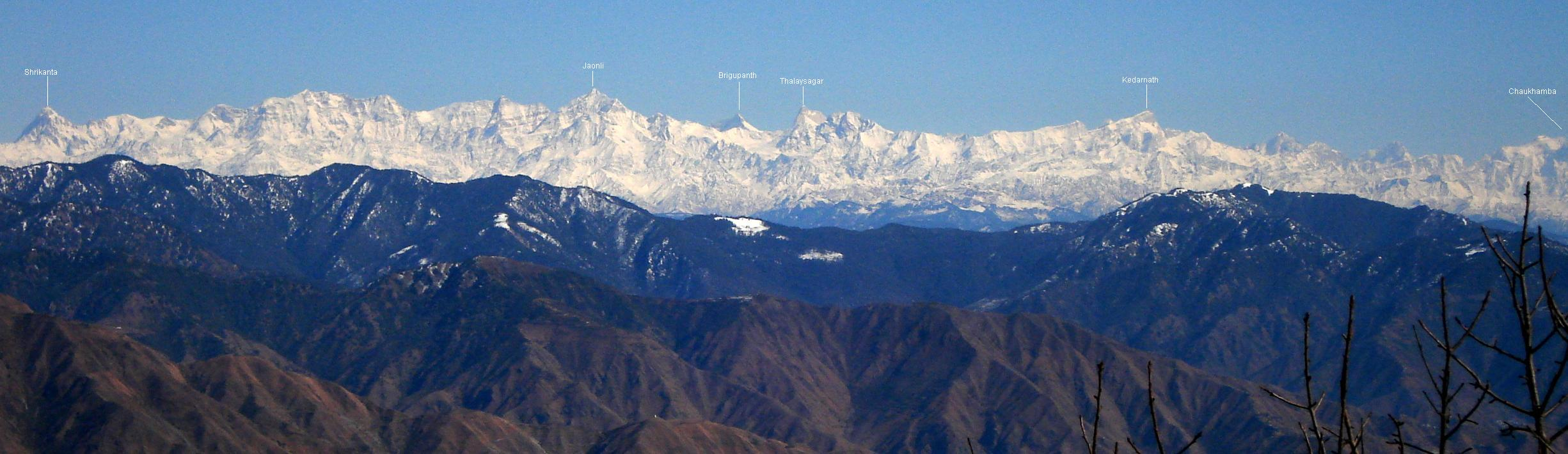
Vue panoramique depuis Mussoorie.